# RsCase
rsCase ist ein Fallbearbeitungssystem der T-Systems-Untergesellschaft rola Security Solutions GmbH aus Oberhausen, das seit 2003 von deutschen Polizeibehörden genutzt wird. In rsCase-Datenbanken werden Daten zu komplexen Ermittlungsverfahren recherchier- und visualisierbar erfasst. Das System wird hauptsächlich im Bereich der Kriminalpolizei und in den örtlichen Referaten Kriminalitätsbekämpfung eingesetzt.

## Funktionsumfang
rsCase soll Strukturen und Zusammenhänge sichtbar machen. Dabei soll ein medienbruchfreies Arbeiten ermöglicht werden. Die Software bietet Schnittstellen zu einer Vielzahl von Telekommunikationsüberwachungssystemen. Datenschutz wird laut Homepage über vielschichtige Rechte- und Rollenkonzepte garantiert. Je nach Bedarf eines Bundeslandes werden landesspezifisch angepasste Varianten angeboten, z. B. CASA (Computergestützte Anwendung für Sachbearbeitung und Auswertung), CASE, B-CASE, EASy, eFAS, KRISTAL, MERLIN, SAFIR und ZEUS.
Ziel ist es, ein einheitliches Fallbearbeitungssystem (EFBS) bundesweit zu etablieren.